# WineTv
Wine tv è  un canale televisivo tematico italiano sul vino dedicato agli operatori del settore enologico e agli appassionati.
Il canale satellitare è visibile su Sky, sul canale 815.

## Programmi principali
- Una giornata con...
- Wine tv racconta
- Agronomi in vigna
- Easy Winer con Maurizio Zanolla
- La sfida miglior sommelier (in collaborazione con Ais)
- Cru & Terroir
- Chiacchiere da bar[3] di Federico S. Bellanca
- Spirito d'Uva[4] di Federico S. Bellanca e Mauro Uva